# Izvršna datoteka
Izvršna datoteka je datoteka, ki vsebuje kodo, ki se lahko izvaja na določenem računalniškem sistemu (program). Na operacijskem siistemu so programi običajno shranjeni v datotekah s končnico .exe, medtem ko na operacijskih sistemih Unix (vključno z Linuxom) končnica ni predpisana in se izvršne datoteke od ostalih ločijo po covoljenju za izvajanje (atribut 'x').